# Antonio José Ramírez Salaverría
Antonio José Ramírez Salaverría (* 31. Oktober 1917 in Cariaco; † 28. Juni 2014 in Maturín) war Bischof von Maturín. 

## Leben
Antonio José Ramírez Salaverría besuchte das Kleine Seminar von Cumana und studierte Philosophie und Theologie am Interdiözesanpriesterseminar von Caracas. Er empfing am 14. Juli 1940 die Priesterweihe und war im Erzbistum Cumaná tätig, zuletzt als Generalvikar.
Papst Pius XII. ernannte ihn am 24. Mai 1958 zum ersten Bischof des neugegründeten Bistums Maturín. Der Apostolische Nuntius in Venezuela Raffaele Forni weihte ihn am 14. September 1958 zum Bischof; Mitkonsekratoren waren Juan José Bernal Ortiz, Erzbischof von Ciudad Bolívar, und Crisanto Darío Mata Cova, Bischof von Cumaná. Am 7. Mai 1994 nahm Papst Johannes Paul II. seinen altersbedingten Rücktritt an.
Antonio José Ramírez Salaverría war Konzilsvater aller vier Sitzungsperioden des Zweiten Vatikanischen Konzils und Sekretär der venezolanischen Bischofskonferenz.
Er ließ die Kathedrale Unserer Lieben Frau auf dem Berge Karmel (Catedral Nuestra Señora del Carmen) in Maturín erbauen. Die Errichtung dauerte 21 Jahre; bei der Einweihung am  23. Mai 1981 war der damalige Präsident Venezuelas Luís Herrera Campíns zugegen.